# Leandro Da Silva
Leandro Da Silva (n. Coritiba, Brasil, 11 de enero de 1989) es un futbolista brasileño que se desempeña como mediocampista.

## Clubes[1]
| Club              | País       | Año         |
| ----------------- | ---------- | ----------- |
| Coritiba FBC      | Brasil     | 2008 - 2009 |
| Benfica           | Portugal   | 2009 - 2010 |
| Vitória Guimarães | Portugal   | 2009 - 2010 |
| Paraná Clube      | Brasil     | 2011 - 2012 |
| Doxa Katokopias   | Chipre     | 2012 - 2013 |
| Nea Salamina      | Chipre     | 2014 - 2015 |
| Doxa Katokopias   | Chipre     | 2015 - 2016 |
| Alajuelense       | Costa Rica | 2017        |